# 搜索者侦察机
搜索者（Searcher）是一种无人侦察机，由以色列航太工業玛拉特无人机分部（Israel Aircraft Industries,Malat UAV Division）研制，是一种长航时多用途无人机。

## 历史
搜索者于1989年第三季度问世，1990年初在亚洲航展上首次展出，此时第一架样机已经完成，第二架不久后完成。1991年11月搜索者第一种生产型首次公开推出，1992年中期开始移交以色列国防军。目前，搜索者仍在生产中，并销往多个国家。有报道称，搜索者已经售出超过100架飞行器和20个地面控制站。

## 型号

### 搜索者-1
搜索者-1是搜索者侦察机的初始生产型。

### 搜索者-2
搜索者-2是搜索者侦察机的改进型。1998年2月在新加坡航展首次公开展示。与前期型号相比，主要变化是加长了翼展，并使机翼适度后掠，发动机为61.9千瓦（83马力）的UEL AR68-100转子发动机，螺旋桨为1.40米直径三叶螺旋桨。任务载荷（载荷与燃油）从165千克增加到210千克，升限达到6100米，最大起飞重量达到476千克，最大任务半径增加到170千米，最大续航时间增加到14小时。搜索者-2可以装备为通信中继飞机，能同时装备多种载荷。搜索者-1可以按照标准升级改进。

## 用户
- 以色列：以色列国防军
- [2]
- 賽普勒斯[3]
- 印度
- 斯里蘭卡
- 印度尼西亞
- 加拿大
- 大韓民國
- 俄羅斯 [4][5][6]
- 新加坡
- 西班牙
- 东帝汶[來源請求]
- 泰國[7]